# Нехворощ (заказник)
Не́хворощ — лісовий заказник місцевого значення в Україні. Розташований у межах Андрушівського району Житомирської області, неподалік від села Нехворощ. 
Площа 33 га. Статус надано згідно з рішенням Житомирського облвиконкому від 03.12.1982 року, № 489. Перебуває у віданні ДП «Попільнянське ЛГ» (Андрушівське лісництво, кв. 90). 
Створений з метою охорони частини лісового масиву з насадженнями високостовбурних дубів віком понад 120 років. 